# Svoboda nad Úpou
Svoboda nad Úpou (niem. Freiheit an der Aupa) – miasto w Czechach, w kraju kralovohradeckim, we wschodnich Karkonoszach. Według danych z 31 grudnia 2003 powierzchnia miasta wynosiła 775 ha, a liczba jego mieszkańców 2 216 osób.

## Demografia
| Rok             | 1970  | 1980  | 1991  | 2001  | 2003  |
| --------------- | ----- | ----- | ----- | ----- | ----- |
| Liczba ludności | 2 180 | 2 499 | 2 436 | 2 259 | 2 216 |

Źródło: Czeski Urząd Statystyczny